# Бомбардировка на Белград (1862)
Бомбардировката на Белград от турската артилерия през юни 1862 година е връхната точка на сръбско-турския конфликт от 60-те години на XIX век. До нея се стига в резултат на усилията на сръбския княз Михаил Обренович да премахне васалната си зависимост от Османската империя и да прогони гарнизоните ѝ от земите си.
Инцидентът изправя империята и Сърбия пред открита война, която според плановете на княза и Георги Раковски трябва да се разрасне чрез въстания в България и Босна. Военните приготовления застрашават политическите и стопанските интереси на големите европейски държави. С тяхната намеса конфликтът е потушен по дипломатически път два месеца след бомбардировката.

## Предпоставки: „градският въпрос“
Съгласно султански хатишериф от 1830 година, последвал поредната Руско-турска война, Сръбското княжество получава ограничена автономия от Османската империя. Ограниченията са гарантирани с присъствието на компактно мюсюлманско население и османски гарнизони в столицата Белград и още 5 ключови крепости в Сърбия – Сокол баня (Соко), Ужице, Шабац, Смедерево и Кладово. В стремежа си към самостоятелна политика и териториално разширение, сръбската страна поставя неколкократно въпроса за изтегляне на турците от въпросните градове, но без резултат в продължение на повече от тридесет години. През това време полицейската юрисдикция в градовете със смесено население остава спорна.
С второто възкачване на Михаил Обренович на сръбския престол през 1860 предпоставките за конфликт бързо се умножават. През лятото на 1861 свиканата от княза Скупщина гласува закон за създаване на „народна войска“. Със съдействието на сръбските власти българският революционер Георги Раковски свиква в Белград доброволци, които образуват първата българска легия със задачата за освобождение на България от османско владичество. Застрашено по същото време от вълнения на християните в Босна и вече във война с Черна гора, османското правителство протестира срещу тези действия, но отказва да отстъпи по градския въпрос.

## Бомбардировка и блокада на Белградската крепост
Конфликтът ескалира с инцидент в Соко и доста по-мащабни сблъсъци в Белград на 3 юни 1862. Убийството на сръбски младеж от турски войници седмица по-рано и последвалото го убийство на сръбски полицай при опит да задържи извършителите, предизвиква сърбите, които щурмуват Варош капия и други турски постове. Боевете продължават до сутринта на следващия ден и приключват със споразумение между сръбския министър-председател Илия Гарашанин и турския комендант Ашир паша. Въпреки примирието, на 5 юни артилерията на крепостта открива огън по сръбската част на града. Бомбардировката продължава около пет часа, причинявайки ограничени щети.
В отговор сръбските власти свикват в Белград над 13 000 опълченци, които блокират в течение на седмици османския гарнизон с барикади откъм сушата. Усилена е подготовката на доброволческите легии (българи в Белград и Крагуевац и босненци във Валево), които трябва да предизвикат въстания в Босна и България. От своя страна, османското правителство събира войски по сръбските граници на Дрина и Тимок.

## Намеса на Великите сили: конференция в Канлиджи
Ескалацията на сръбско-турския конфликт предизвиква интервенцията на Великите сили. Със съдействието на техните консули в Белград е постигнато по-трайно примирие.
На 22 юли в цариградското предградие в Канлиджи започва конференция на посланиците на Русия, Австрия, Франция и Великобритания. След едномесечни разисквания те постигат споразумение с Високата порта. Със слабо въоръжена армия в процес на формиране и без боеспособни съюзници сръбското правителство е принудено да приеме протокол (27 август 1862), който задоволява само част от исканията ѝ: Османската империя се съгласява да разруши две от крепостите си – Соко в югоизточна и Ужице в югозападна Сърбия, и да изсели мюсюлманите, но запазва гарнизоните по Дунав и Сава; Сърбия запазва „народната“ си войска, макар и в намален състав, но е принудена да разпусне българската легия.
През следващите пет години сръбско-турските отношения остават обтегнати, докато сърбите се въоръжават, а турците подсилват гарнизоните си на сръбска територия. Въстанието в Крит и отслабването на австрийската подкрепа вследствие от Австро-пруската война през 1866 правят Високата порта по-отстъпчива спрямо сръбските претенции. През април 1867, след посещение на Михаил Обренович в Цариград, Белградската и останалите османски крепости в Сърбия са предадени под сръбски контрол.